# Coriolopsis helvola
Coriolopsis helvola är en svampart som först beskrevs av Elias Fries, och fick sitt nu gällande namn av Leif Ryvarden 1972. Coriolopsis helvola ingår i släktet Coriolopsis och familjen Polyporaceae.   Inga underarter finns listade i Catalogue of Life.